# (407) Aracne
(407) Aracne es un asteroide perteneciente al cinturón de asteroides descubierto el 13 de octubre de 1895 por Maximilian Franz Wolf desde el observatorio de Heidelberg-Königstuhl, Alemania.
Está nombrado por Aracne, un personaje de la mitología griega.